# 车邦佑
车邦佑（1503年—1548年），字翊卿，號鶴岑，广东惠州府博罗县泰美镇人。明朝政治人物。

## 生平
弘治十六年（1503年）十月初十生，苦读力学，嘉靖十年（1531年）中式乙未科廣東鄉試第四十四名舉人，嘉靖十四年（1535年）登乙未科會試第六十九名，廷試三甲第二百十八名进士，初授山东行人司行人。嘉靖十九年十月，选任浙江道试监察御史，“为人狷介，好任气”，又任京都五城御史，“巡南城，督京辅屯政，风纪振肃”，不畏強權，彈劾武定侯郭勋，迁湖广道监察御史，升北京巡城御史，与曾守约、曾舜漁、利宾被稱為“惠州晚明四御史”。嘉靖二十七年（1548年）正月，因兵部侍郎兼总督陕西三边军务曾铣上《重论复河套疏》，為严嵩所誣，邦佑“义愤所激，申救甚切”，被廷杖，旋卒。

## 家族
曾祖車毅。祖父车广运，官广西横州知州。父车霆。母黄氏；继母韓氏、周氏。具庆下。